# 15 Dywizjon Artylerii Przeciwpancernej

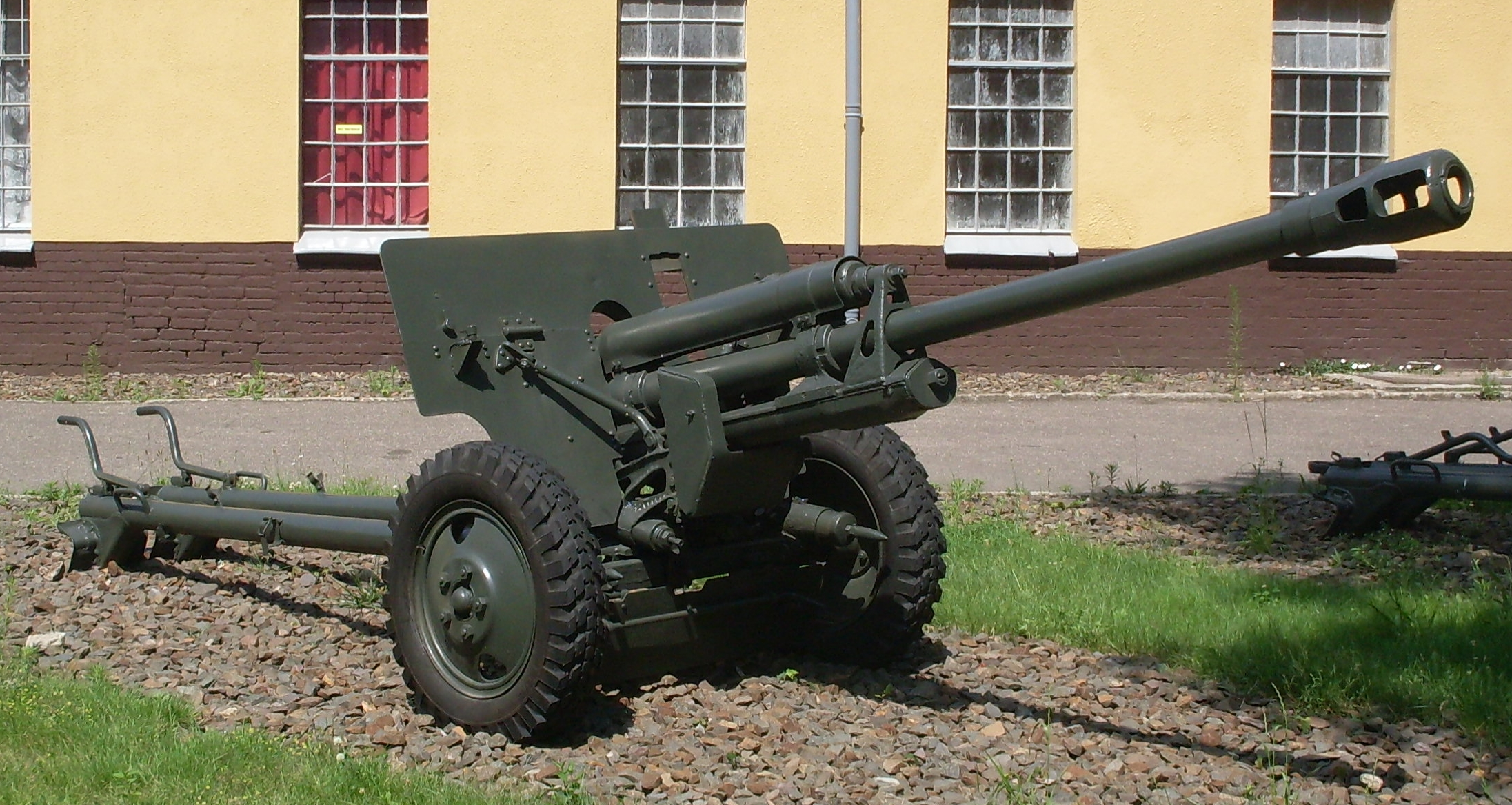
76 mm armata wz. 1942 (ZiS-3)

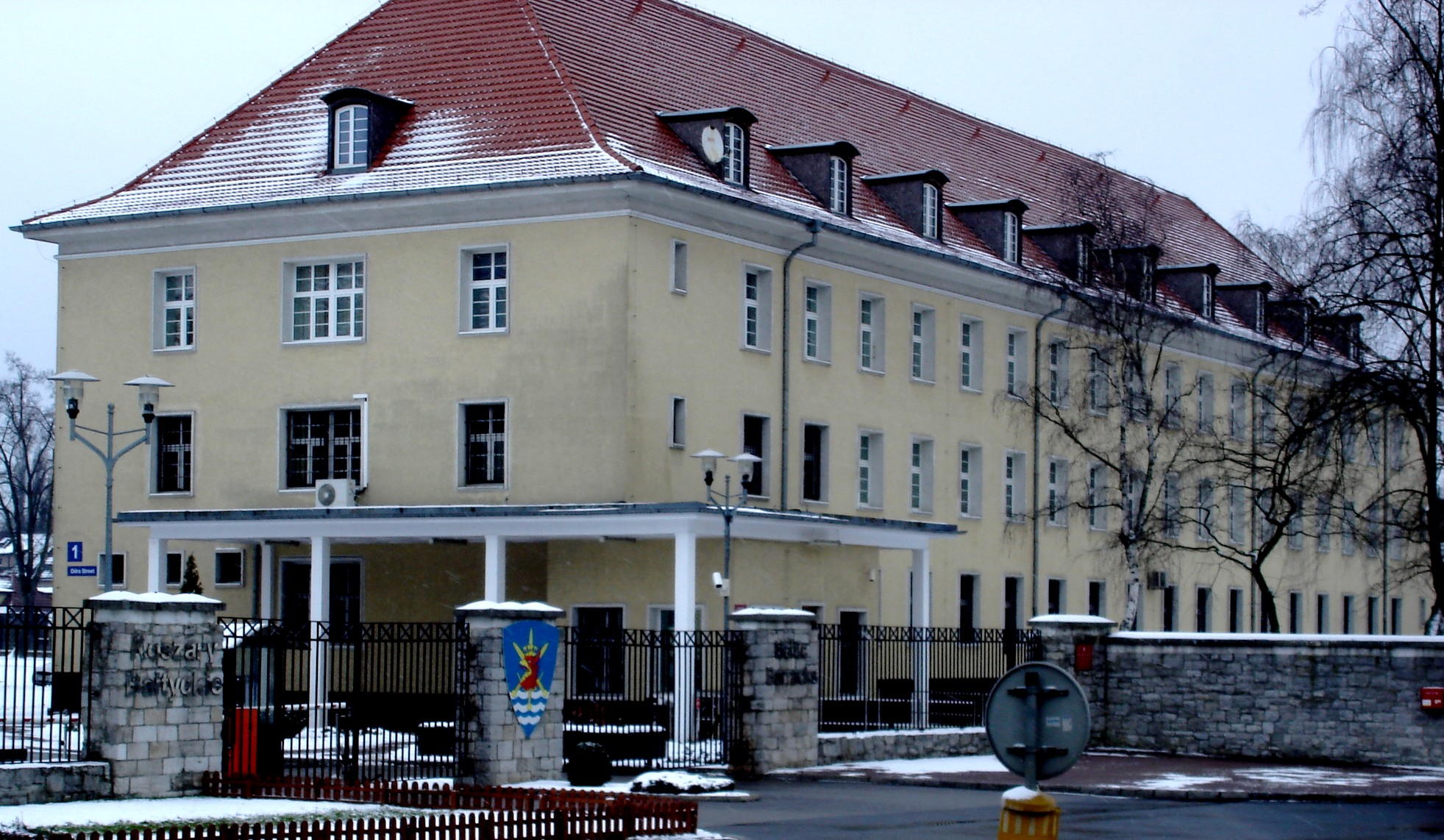
Szczecin – w tych koszarach stacjonował dywizjon

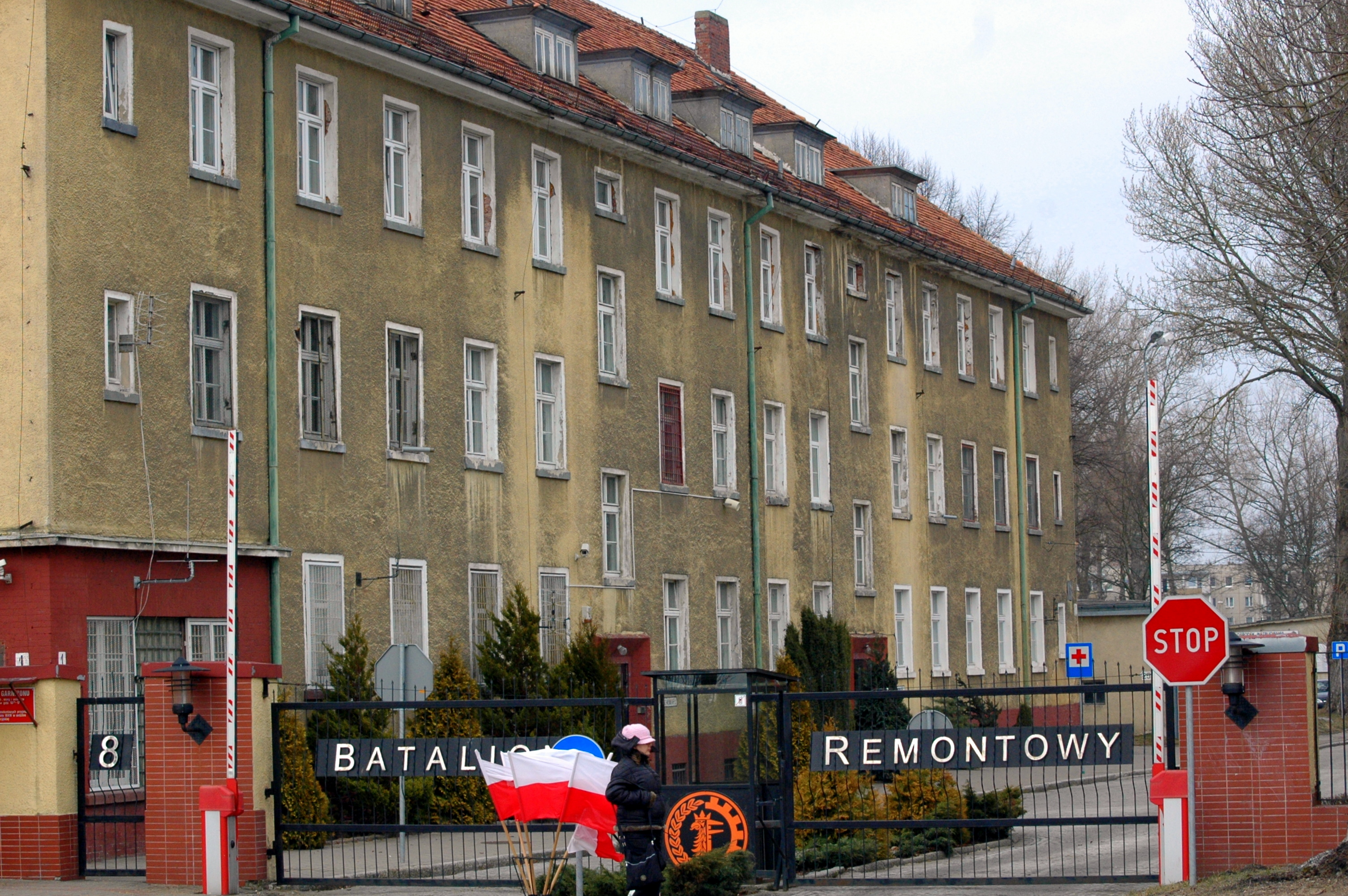
Kołobrzeg – w tych koszarach stacjonował dywizjon

15 dywizjon artylerii przeciwpancernej (15 dappanc) – samodzielny pododdział artylerii przeciwpancernej ludowego Wojska Polskiego

## Historia dywizjonu
Dywizjon został sformowany w kwietniu 1945 roku w Wielkopolsce. Wchodził w skład 12 Dywizji Piechoty.
W 1945 ochraniał odcinek zachodniej granicy państwa, brał udział w wysiedlaniu ludności niemieckiej i organizacji akcji obsadzania gospodarstw rolnych przez napływających przesiedleńców z terenów centralnej i wschodniej Polski. Zajmował wtedy kwatery we wsi Klempino. Po przejęciu ochrony granicy przez oddziały WOP, dyslokowany został do Szczecina, początkowo do budynków mieszkalnych przy ul. Konopnickiej (róg Witkiewicza), a następnie do koszar przy ul. Łukasińskiego. W 1948 stacjonował w garnizonie Kołobrzeg. W maju 1949 roku został podporządkowany dowódcy 8 Drezdeńskiej Dywizji Piechoty, który na jego bazie sformował 91 Pułk Artylerii Przeciwpancernej.

## Żołnierze dywizjonu
Dowódcy dywizjonu
- kpt. Ditiajew (AC)
- mjr Witold Kucharski[6]

Oficerowie
- Józef Roman

## Struktura organizacyjna
Dowództwo i sztab
- pluton dowodzenia
- trzy baterie armat przeciwpancernych
  - dwa plutony ogniowe po 2 działony

Razem według etatu 2/79 w 1949: 164 żołnierzy i 12 armat 76 mm ZiS-3